# Philipp Friedrich von Hetsch
Philipp Friedrich von Hetsch (1758-1838) est un peintre wurtembergeois né et mort à Stuttgart. Il est connu principalement pour ses portraits, bien qu'il ait aussi créé des scènes historiques et mythologiques.

## Biographie
Son père était musicien à la cour de Wurtemberg. À l'âge de 13 ans, il est accepté à la Karlsschule de Stuttgart où il étudie auprès de Nicolas Guibal et Adolf Friedrich Harper. Initialement, il s'intéresse à la peinture de paysages. Il se lie d'amitié avec Friedrich von Schiller. À l'âge de 22 ans, il se rend à Paris où il a été l'élève de Joseph-Marie Vien et Claude Joseph Vernet.
Parmi ses élèves se trouve Bernhard von Neher.

## Galerie

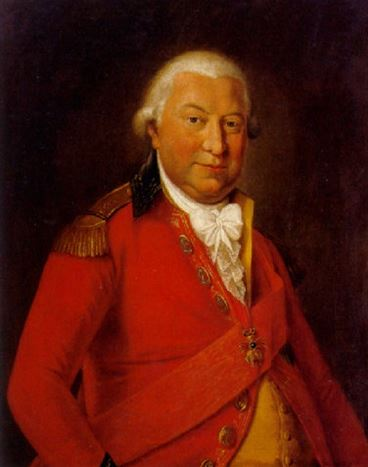
Louis Eugene, Duc de Wurtemberg
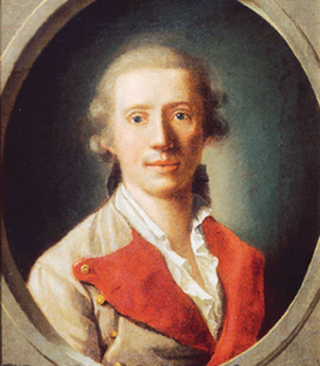
Friedrich Schiller
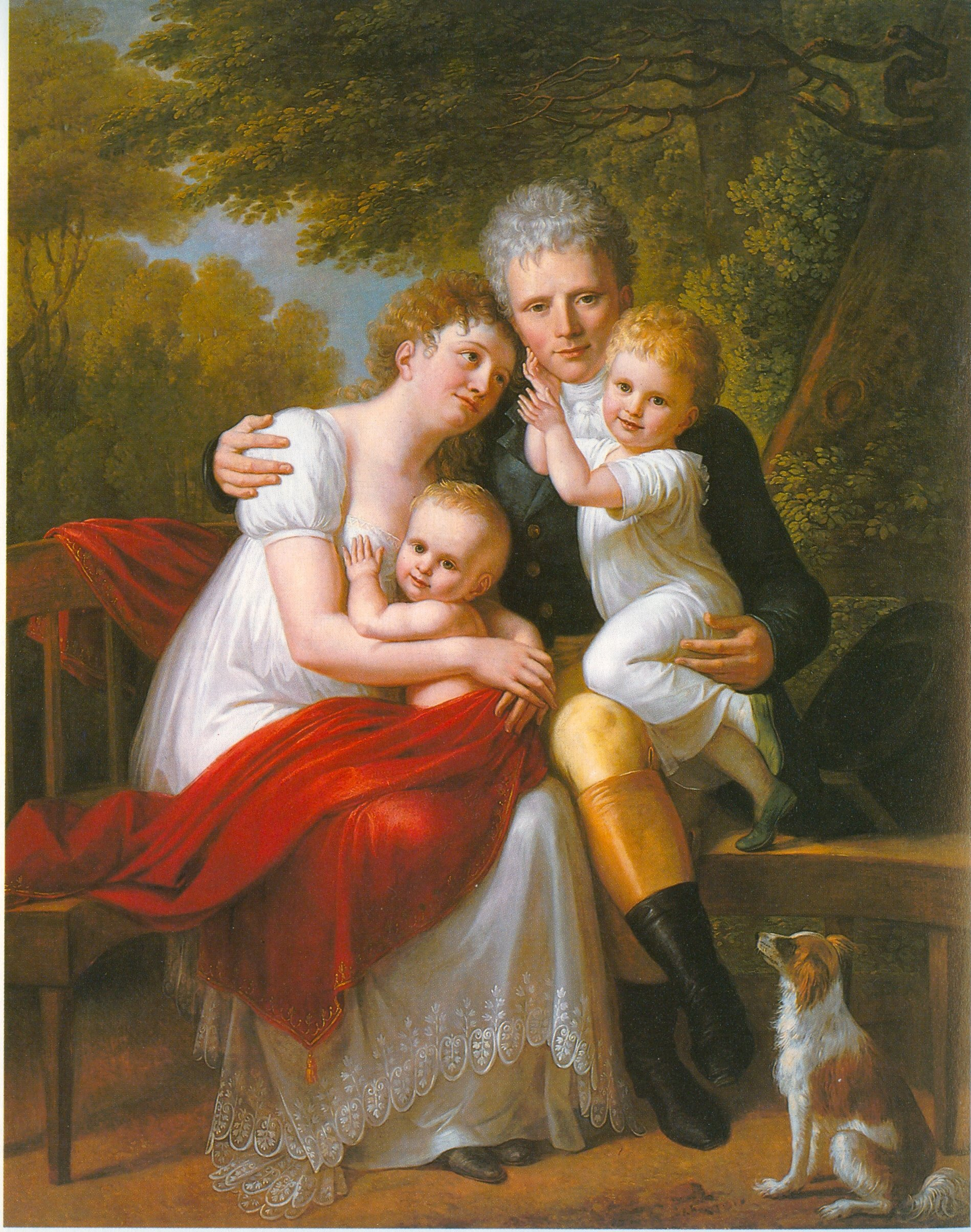
Ferdinand Ludwig von Zeppelin et sa famille
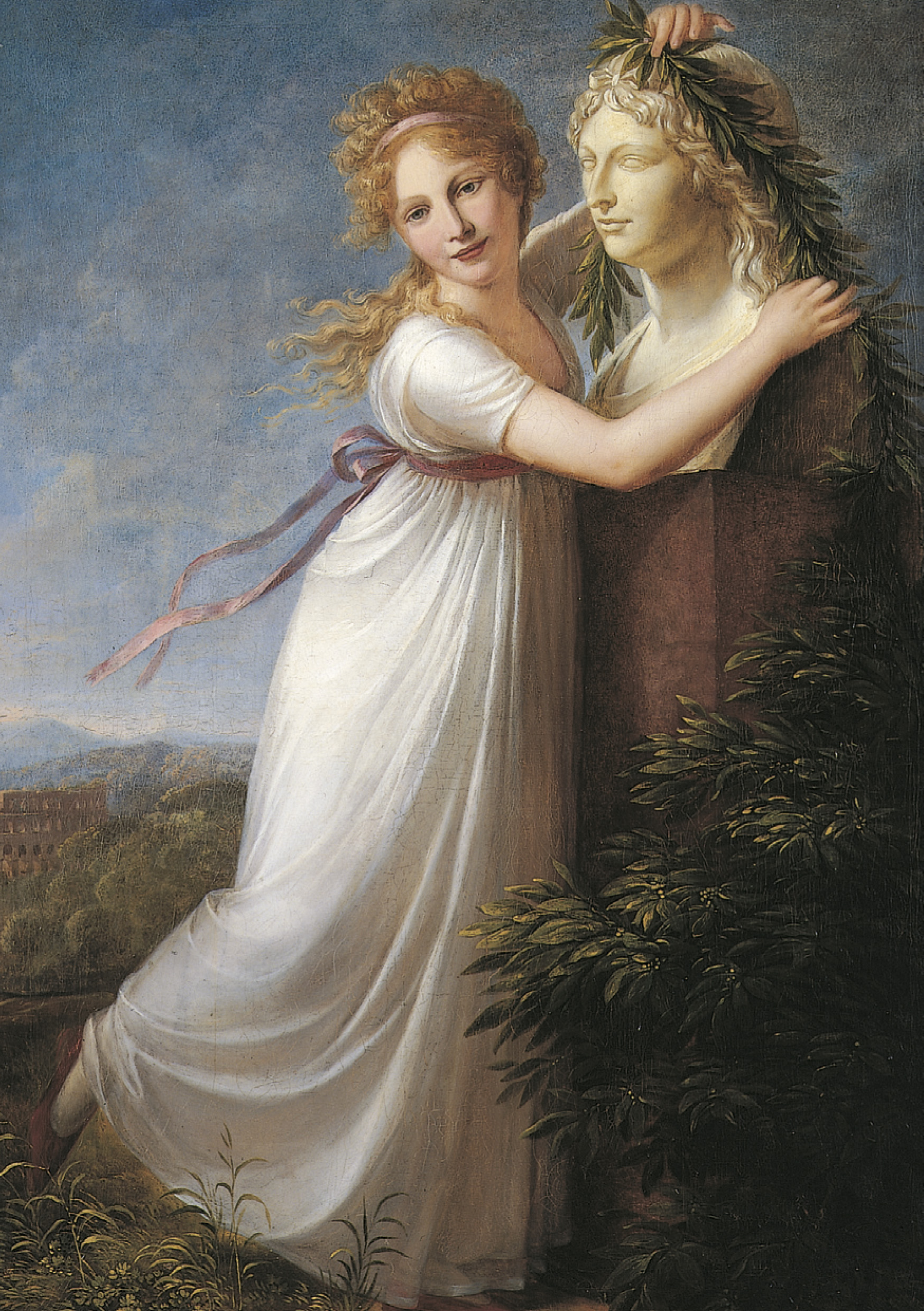
Ida Brun avec le buste de sa mère, Friederike Brun
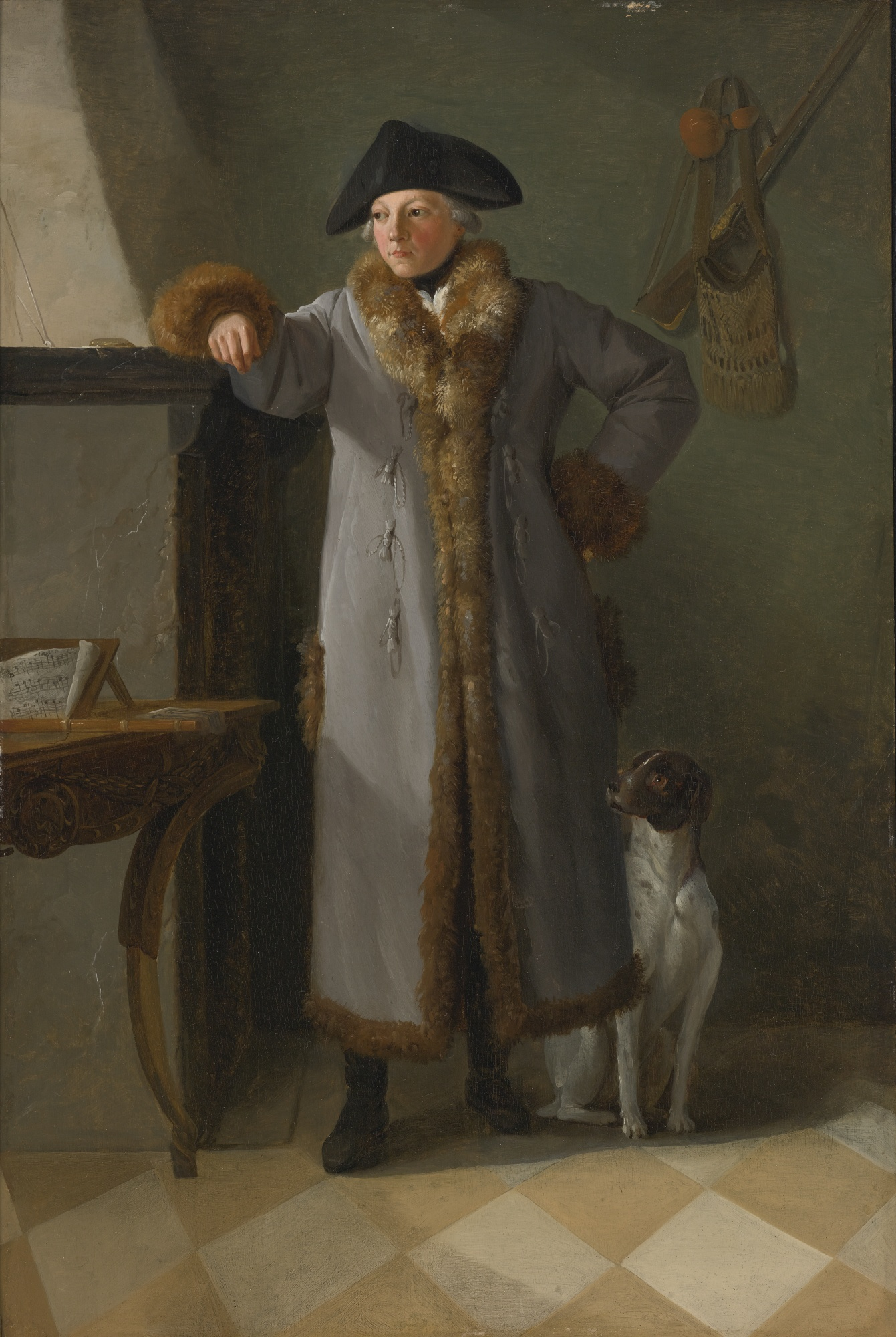
Gottlieb Christian Heigelin en chasseur